# Paul Caddis
Paul Caddis (Irvine, 19 aprile 1988) è un allenatore di calcio ed ex calciatore scozzese, di ruolo difensore.

## Biografia
Ha due fratelli, Ryan e Liam, entrambi calciatori.

## Carriera

### Club
Inizialmente ceduto in prestito al Birmingham City, dopo una stagione, nel settembre 2013 la società riscatta il giocatore acquistandolo definitivamente.

### Nazionale
Nel 2016 ha giocato una partita amichevole con la nazionale scozzese.

## Palmarès

### Club

#### Competizioni nazionali
- Campionato scozzese: 1

Celtic: 2007-2008
- Campionato inglese di quarta divisione: 2

Swindon Town: 2011-2012, 2019-2020